# Rakytovská dolina
Rakytovská dolina je údolí v jihozápadní části pohoří Velké Fatry na Slovensku.

## Přístupnost
Turistická značená trasa 5634 (prochází dolinou) a  Turistická značená trasa 8631 (spojovací trasa z rozcestí Malý Rakytov - úbočie) .